# Escut de Torredembarra

Escut oficial de Torredembarra

L'escut oficial de Torredembarra té el següent blasonament:
Escut caironat: d'atzur, 2 torres d'argent obertes cadascuna amb una tanca d'or en forma de faixa a la porta, somades cadascuna d'una creu llatina potençada de sable, acompanyades al cap d'una mà sinistra d'or i sostingudes sobre un mar en forma de peu ondat d'argent carregat 3 faixes ondades d'atzur. Per timbre, una corona de baró. Va ser aprovat el 15 de juliol de 1998 i publicat en el DOGC el 5 d'agost del mateix any.
Tradicionalment, l'escut de Torredembarra ha mostrat dues torres amb una barra a la porta (senyal parlant al·lusiu al nom de la població), amb una creu dalt de cadascuna i una mà entremig. Les ondes representen la Mediterrània. El castell de la localitat, que a partir de 1391 va pertànyer als Icart, va esdevenir el centre de la baronia de Torredembarra, tal com recorda la corona.

## Bandera

Bandera oficial de Torredembarra

Bandera apaïsada de proporcions dos dalt per tres de llarg, de color blau clar, amb una torre blanca oberta amb la tanca groga i una creu negra, d'altura 4/6 de la del drap, al centre del primer terç vertical i set faixes ondades de color blanc i blau clar juxtaposades, cadascuna de mitja, tres i mitja crestes, a la meitat inferior dels altres dos terços verticals. Es va publicar el 18 d'octubre de 1999.